# Xanthorhoe argentina
Xanthorhoe argentina är en fjärilsart som beskrevs av Louis Beethoven Prout 1910. Xanthorhoe argentina ingår i släktet Xanthorhoe och familjen mätare. Inga underarter finns listade i Catalogue of Life.